# Зігнутник зірчастий
Зігнутник зірчастий (Campylium stellatum) — вид мохів порядку гіпнобрієвих (Hypnales).

## Поширення
Ареал охоплює такі частини світу: Європа, Північна Америка, Азія.
Населяє проміжно багаті мінералами болота, береги озер і річок; від низьких до високих висот.

## Характеристика
Рослини середнього розміру, від зеленого до жовтуватого або коричневого кольору. Стебла прямовисні, неправильно розгалужені або іноді неправильно перисті. Стеблові листки розпростерті, 1.7–2.8 × 0.7–1.2 мм. Вид дводомний.

## Галерея

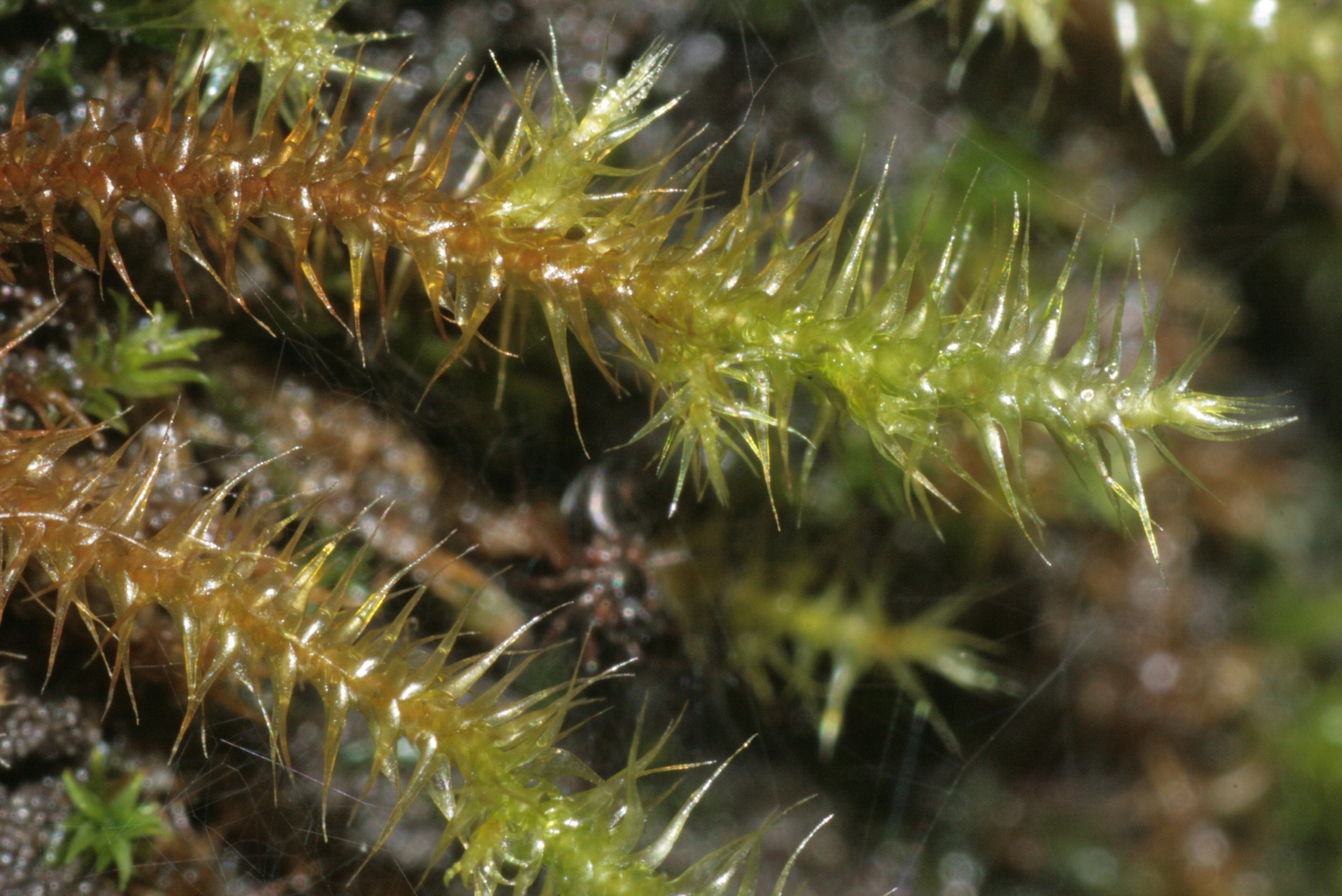
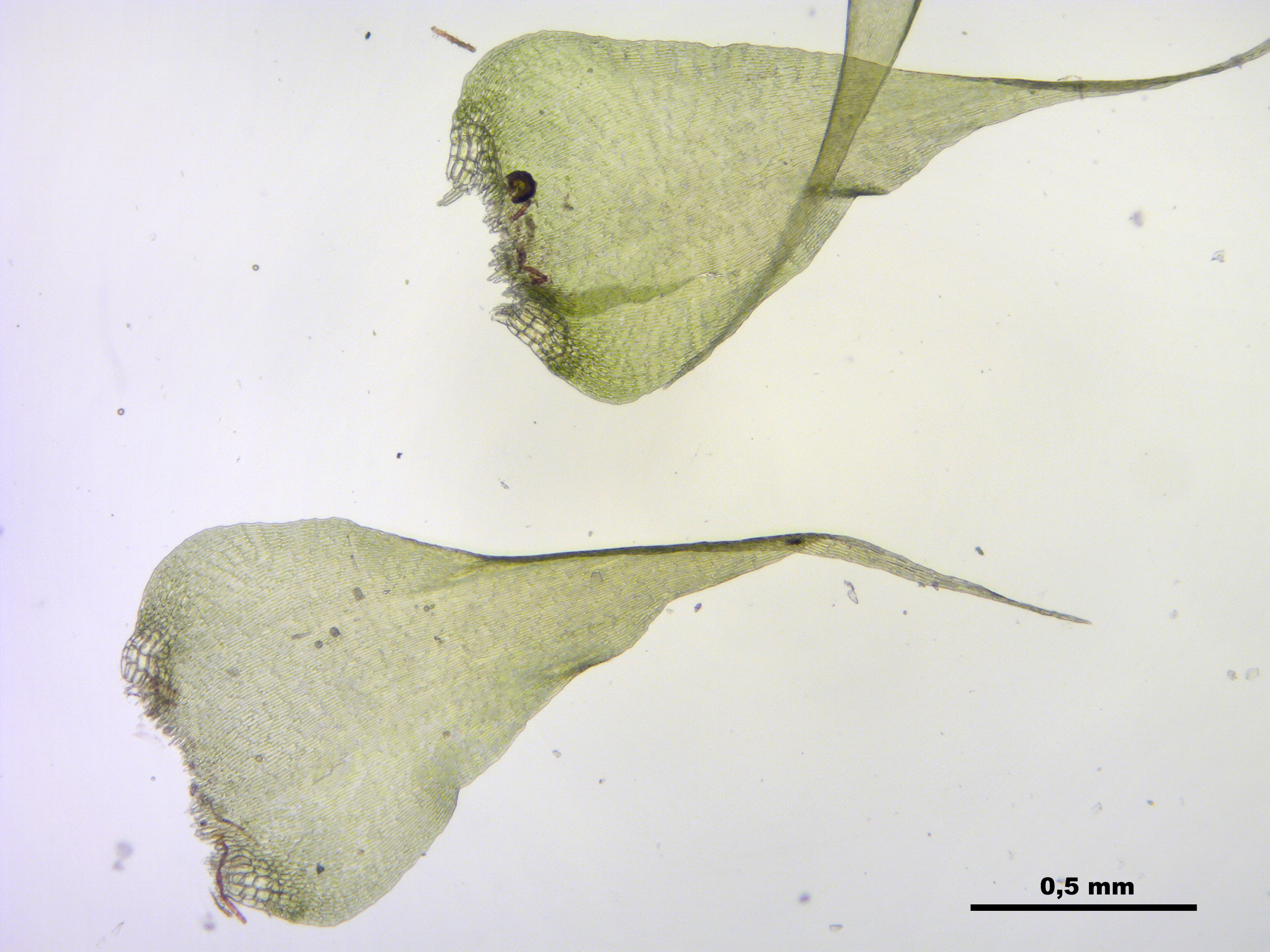
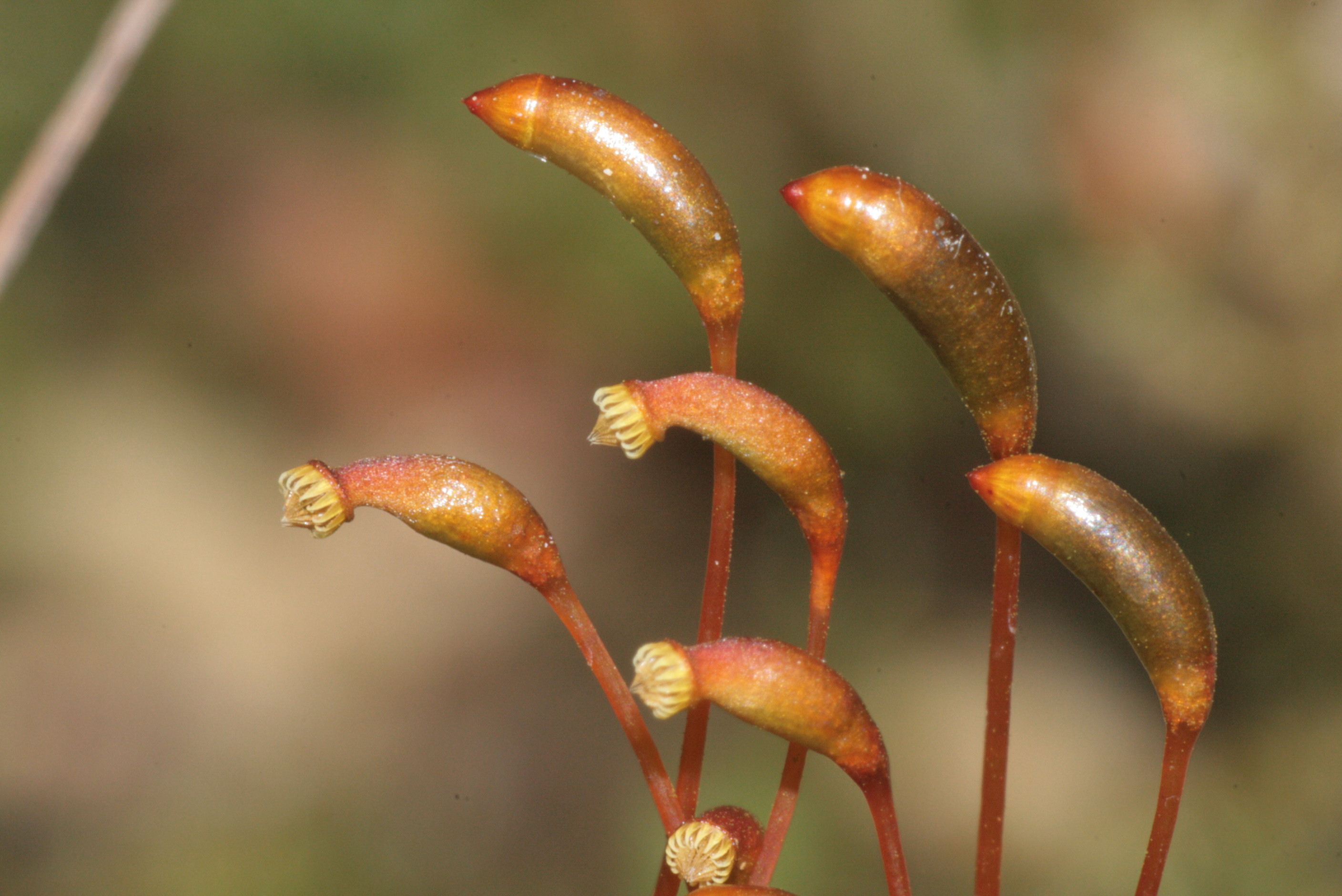